# Siniestralidad laboral

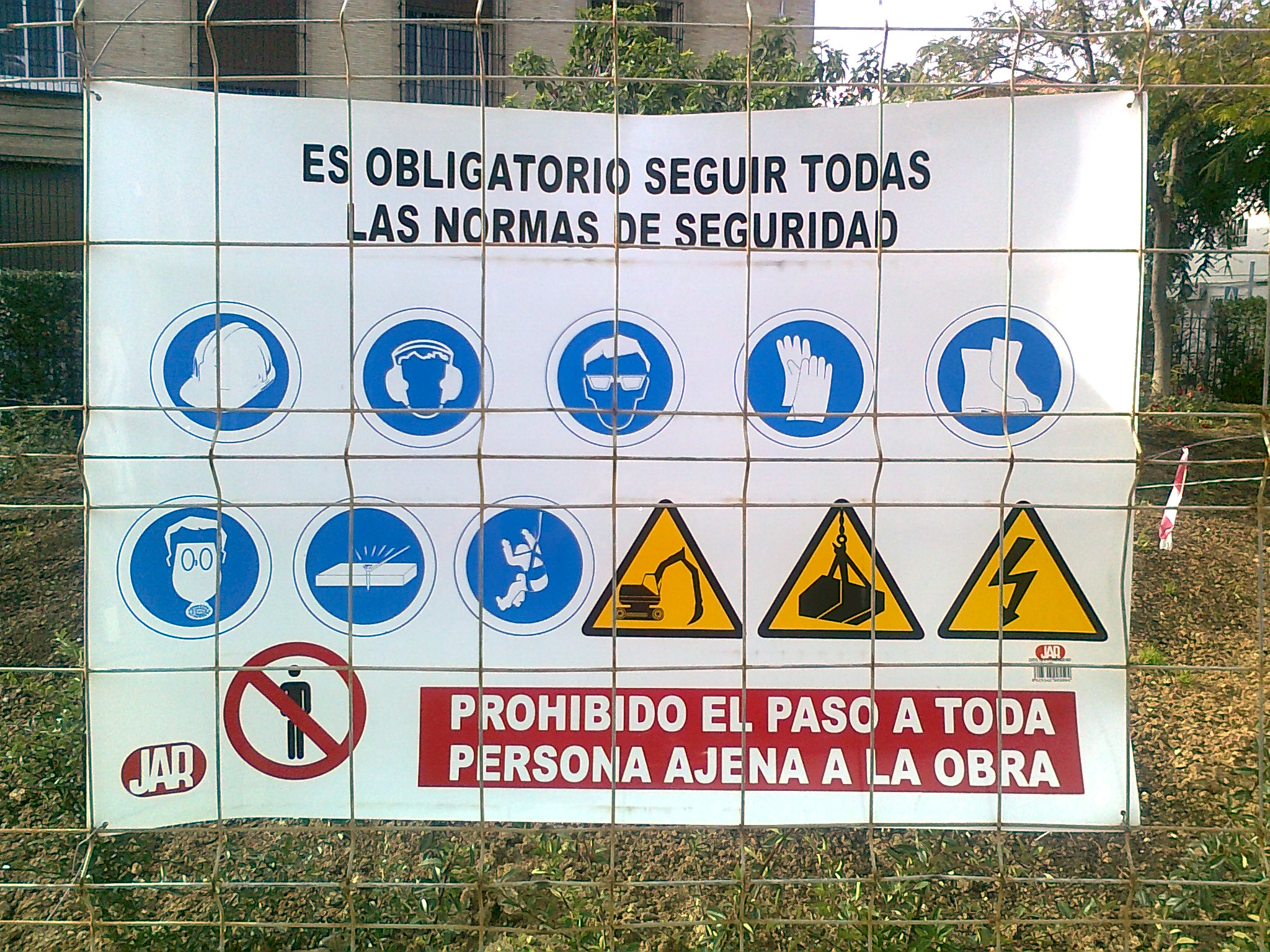
Cartel de medidas preventivas en las construcciones públicas y civiles en España

El término siniestralidad laboral hace referencia a la frecuencia con que se producen siniestros con ocasión o por consecuencia del trabajo. Se distingue del término accidentalidad laboral en que la muestra considerada, en el caso de la siniestralidad laboral, sólo incluye a los trabajadores con las contingencias profesionales aseguradas o las horas por estos trabajadas; y sólo contabiliza los sucesos para los que se ha establecido la actuación del seguro.
Existen varios índices estadísticos de siniestralidad laboral para calcular la frecuencia con que se producen los siniestros.